# Station Schellebelle
Station Schellebelle is een spoorwegstation in Schellebelle, een deelgemeente van Wichelen, op spoorlijn 50 (Brussel - Gent). Vanaf het station vertrekt ook spoorlijn 53 (Schellebelle - Leuven). Het station telt drie sporen en twee perrons waarvan het perron richting Gent een eilandperron is. De twee perrons liggen niet recht tegenover elkaar maar bevinden zich ook niet in een bajonetligging. Er zijn faciliteiten voor reizigers met beperkte mobiliteit.

## Geschiedenis
Het station werd op 1 mei 1856 in gebruik genomen door de spoorwegmaatschappij Dender en Waas als halte op de lijn van Brussel naar Gent (de huidige spoorlijn 50). In 1876 nam de Belgische staat de spoorlijn en het station over. Het oorspronkelijke stationsgebouw werd ontworpen door architect Jean-Pierre Cluysenaar aan de overkant van de spoorweg. In 1910 werd een nieuw stationsgebouw gebouwd omdat de treinen alsmaar langer werden en de locatie tussen de wissel voor Dendermonde enerzijds en de overweg aan de Stationsstraat anderzijds de uitbreiding van de perrons niet mogelijk maakte. In 1996 werd het oorspronkelijke stationsgebouw gesloopt en in 2015 ging ook het gebouw uit 1910 bij herinrichtingswerken tegen de vlakte.
Ondanks de beperkte grootte van het dorp Schellebelle en de relatief kleine reizigersgrootte was Schellebelle lange tijd een bemand station. Dit kwam onder meer omdat Schellebelle op de kruising van spoorlijnen 50 en 53 ligt. De wissels liggen vlak achter de perrons. Op 19 december 2011 werd de loketdienst echter definitief gesloten en werd het station een stopplaats. Vervoerbewijzen konden aan een biljettenautomaat gekocht worden. Nadat het gebouw enige tijd volledig gesloten was, nam men de wachtzaal opnieuw in gebruik.
Er waren echter plannen om het stationsgebouw te slopen en de omgeving te herinrichten. Deze werken gingen van start in het voorjaar van 2015, waarbij het oude gebouw uit 1910, het voormalige seinhuis net naast het stationsgebouw en de goederenloods werden afgebroken. In de plaats kwamen een nieuwe wachtruimte, fietsenstalling en parkeerplaatsen. Ook werd de ondergrondse voetgangerstunnel gerenoveerd en werd een van de perrons opgehoogd. De NMBS investeerde 1,2 miljoen euro in het project. De gemeente Wichelen nam de openbare verlichting en groenaanleg voor haar rekening. De vernieuwde stationsomgeving werd in april 2016 geopend.

## Treinramp Wetteren
Op 4 mei 2013 vond rond 2 uur 's nachts net buiten het station Schellebelle de trein- en giframp bij Wetteren plaats. Bij het spoorwegongeval ontspoorde een goederentrein die enkele ketelwagens met het giftige acrylonitril vervoerde, waarvan enkele bij een explosie in brand vlogen. Bij de brand en de bluswerken raakten giftige ontledingsproducten, waaronder waterstofcyanide, verspreid in de riolering, waardoor één persoon overleed, honderden mensen ter controle of voor verzorging naar het ziekenhuis moesten en bijna 2 000 mensen hun huizen voor meerdere dagen moesten verlaten. Als gevolg van het ongeval was enkele weken lang geen enkel treinverkeer mogelijk via het station Schellebelle.

## Treindienst
| Serie       | Treinsoort          | Route | Bijzonderheden |
| ----------- | ------------------- | --- | --- |
| IC 29       | Intercity (NMBS)    | [ De Panne – ] Gent-Sint-Pieters – Schellebelle – Aalst – Brussel-Zuid – Brussels Airport-Zaventem – Leuven – Landen | Rijdt in het weekend De Panne - Brussel-Noord.                                                                                                   |
| L 550       | L-trein (NMBS)      | Mechelen – Dendermonde – Schellebelle – Gent-Sint-Pieters – Brugge – [ Zeebrugge-Strand ] / [ Zeebrugge-Dorp ]       | Rijdt in het weekend tussen Zeebrugge-Strand - Gent-Sint-Pieters. Rijdt enkel in juli en augustus in de week tussen Zeebrugge-Strand - Mechelen. |
| P 7010/8010 | Piekuurtrein (NMBS) | [ Gent-Sint-Pieters – ] / [ Sint-Niklaas – Gent-Dampoort – ] Schellebelle – Brussel-Zuid – Schaarbeek                | Rijdt alleen op werkdagen. Een trein vanaf Sint-Niklaas.                                                                                         |
| P 7970/8970 | Piekuurtrein (NMBS) | Geraardsbergen – Denderleeuw – Schellebelle – Gent-Sint-Pieters                                                      | Rijdt alleen op werkdagen. |

## Reizigerstellingen
De grafiek en tabel geven het gemiddeld aantal instappende reizigers weer op een week-, zater- en zondag.
| Tabel: aantal instappende reizigers station Schellebelle | Tabel: aantal instappende reizigers station Schellebelle | Tabel: aantal instappende reizigers station Schellebelle | Tabel: aantal instappende reizigers station Schellebelle |
|                                                          | Weekdag                                                  | Zaterdag                                                 | Zondag                                                   |
| -------------------------------------------------------- | -------------------------------------------------------- | -------------------------------------------------------- | -------------------------------------------------------- |
| 1977                                                     | 594                                                      | 144                                                      | 97                                                       |
| 1978                                                     | 606                                                      | 154                                                      | 117                                                      |
| 1979                                                     | 714                                                      | 134                                                      | 126                                                      |
| 1980                                                     | 640                                                      | 147                                                      | 86                                                       |
| 1981                                                     | 633                                                      | 115                                                      | 65                                                       |
| 1982                                                     | 602                                                      | 146                                                      | 101                                                      |
| 1983                                                     | 574                                                      | 142                                                      | 85                                                       |
| 1984                                                     | 512                                                      | 92                                                       | 66                                                       |
| 1985                                                     | 536                                                      | 112                                                      | 88                                                       |
| 1986                                                     | 494                                                      | 75                                                       | 49                                                       |
| 1987                                                     | 436                                                      | 87                                                       | 74                                                       |
| 1988                                                     | 452                                                      | 97                                                       | 83                                                       |
| 1989                                                     | 435                                                      | 75                                                       | 50                                                       |
| 1990                                                     | 429                                                      | 98                                                       | 64                                                       |
| 1991                                                     | 401                                                      | 67                                                       | 72                                                       |
| 1992                                                     | 495                                                      | 82                                                       | 92                                                       |
| 1993                                                     | 411                                                      | 115                                                      | 76                                                       |
| 1994                                                     | 407                                                      | 74                                                       | 80                                                       |
| 1995                                                     | 377                                                      | 75                                                       | 43                                                       |
| 1996                                                     | 489                                                      | 95                                                       | 61                                                       |
| 1997                                                     | 458                                                      | 84                                                       | 55                                                       |
| 1998                                                     | 625                                                      | 62                                                       | 54                                                       |
| 1999                                                     | 533                                                      | 108                                                      | 78                                                       |
| 2000                                                     | 443                                                      | 78                                                       | 58                                                       |
| 2001                                                     | 422                                                      | 81                                                       | 43                                                       |
| 2002                                                     | 348                                                      | 62                                                       | 59                                                       |
| 2003                                                     | 310                                                      | 77                                                       | 68                                                       |
| 2004                                                     | 415                                                      | 60                                                       | 44                                                       |
| 2005                                                     | 422                                                      | 110                                                      | 71                                                       |
| 2006                                                     | 417                                                      | 83                                                       | 74                                                       |
| 2007                                                     | 396                                                      | 72                                                       | 72                                                       |
| 2008                                                     | -                                                        | -                                                        | -                                                        |
| 2009                                                     | 398                                                      | 62                                                       | 65                                                       |
| 2010                                                     | -                                                        | -                                                        | -                                                        |
| 2011                                                     | -                                                        | -                                                        | -                                                        |
| 2012                                                     | 374                                                      | 65                                                       | 62                                                       |
| 2013                                                     | 349                                                      | 89                                                       | 54                                                       |
| 2014                                                     | 389                                                      | 73                                                       | 54                                                       |
| 2015                                                     | 440                                                      | 49                                                       | 42                                                       |
| 2016                                                     | 340                                                      | 65                                                       | 59                                                       |
| 2017                                                     | 411                                                      | 81                                                       | 72                                                       |
| 2018                                                     | 407                                                      | 83                                                       | 86                                                       |
| 2019                                                     | 560                                                      | 102                                                      | 84                                                       |
| 2020                                                     | 310                                                      | 65                                                       | 46                                                       |
| 2021                                                     | -                                                        | -                                                        | -                                                        |
| 2022                                                     | 476                                                      | 118                                                      | 94                                                       |
| 2023                                                     | 565                                                      | 145                                                      | 130                                                      |
| 2024                                                     | 475                                                      | 97                                                       | 93                                                       |

## Galerij

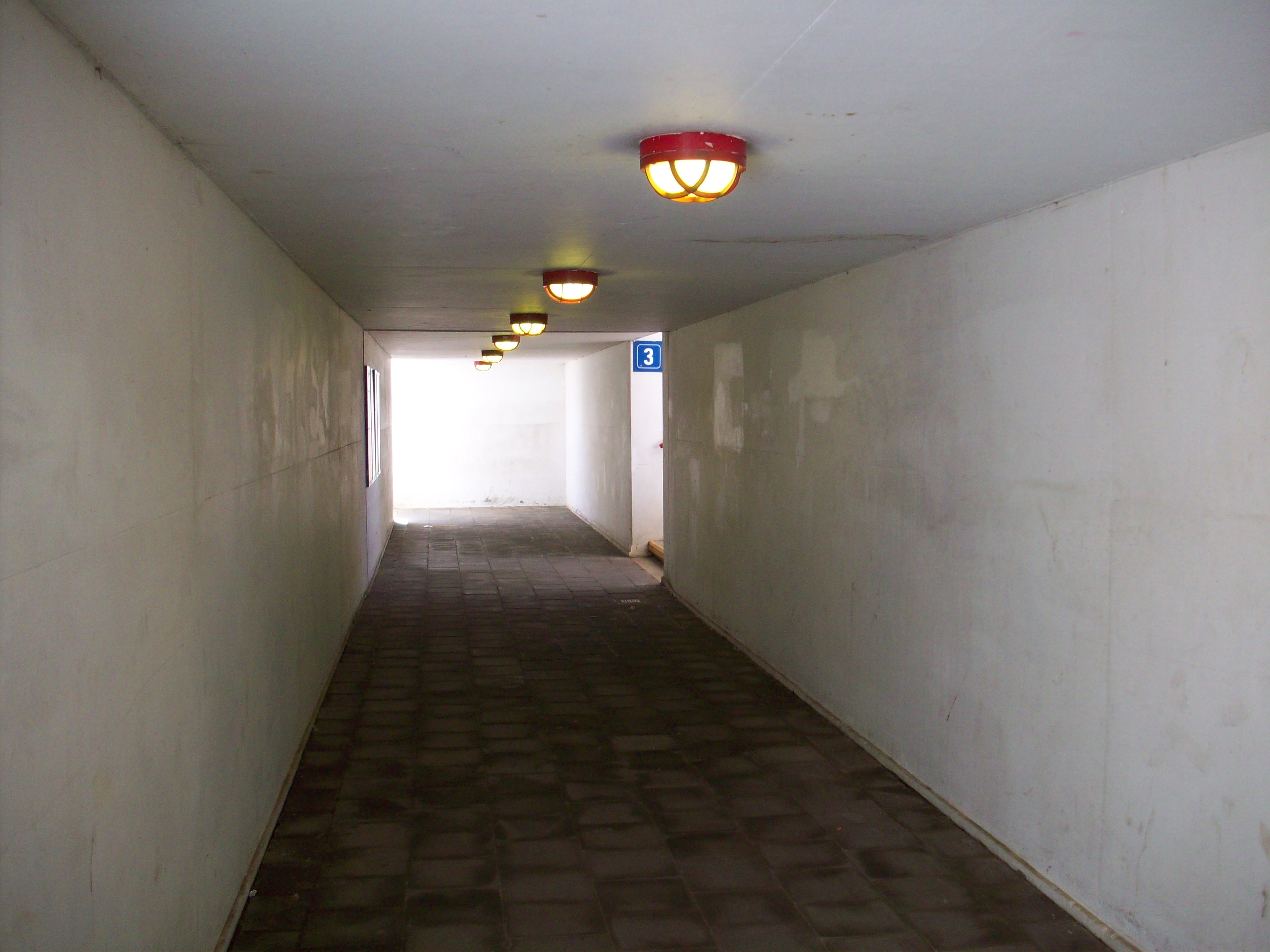
Voetgangerstunnel onder de sporen (2009)
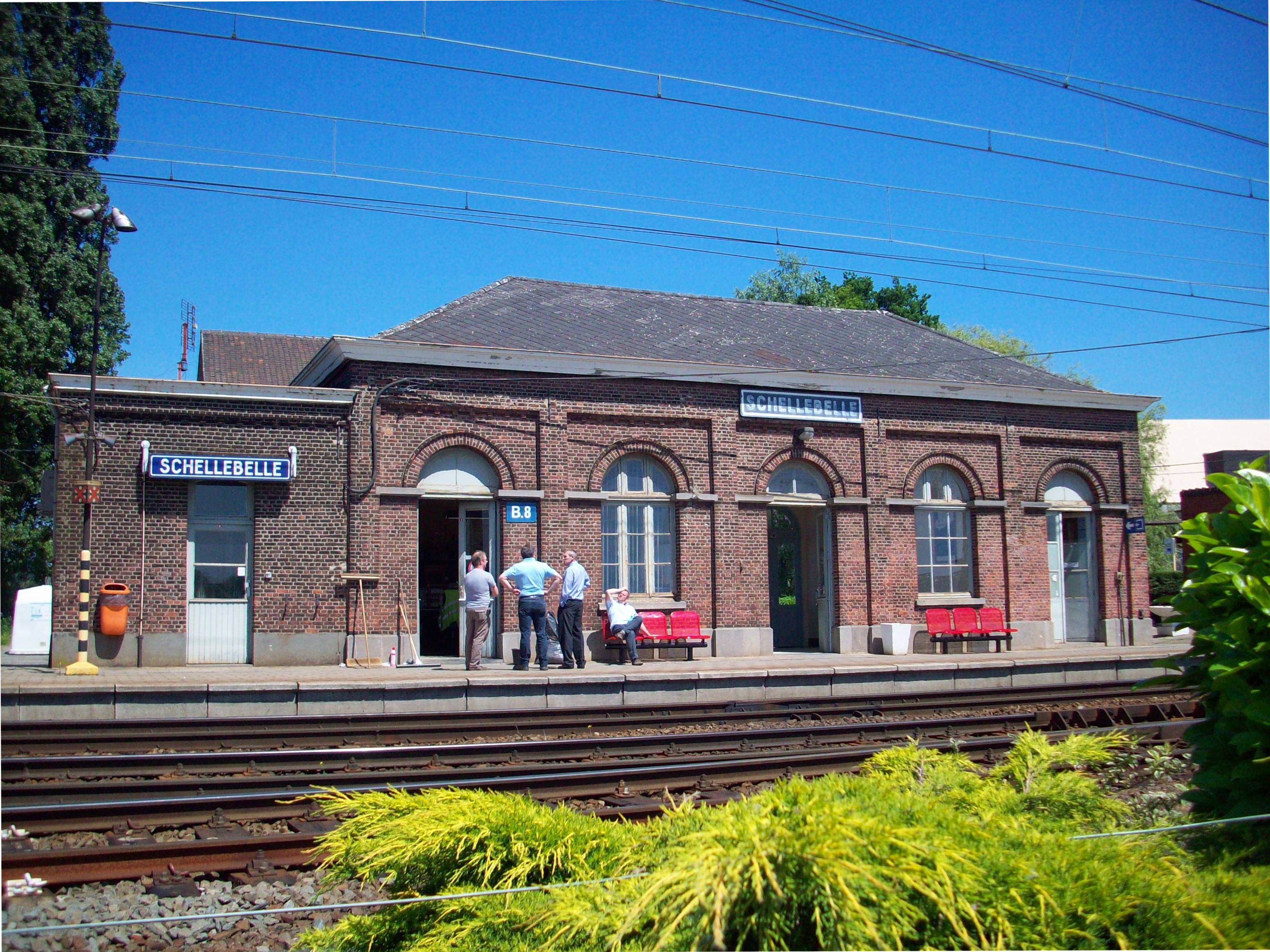
Het oude stationsgebouw (2009)
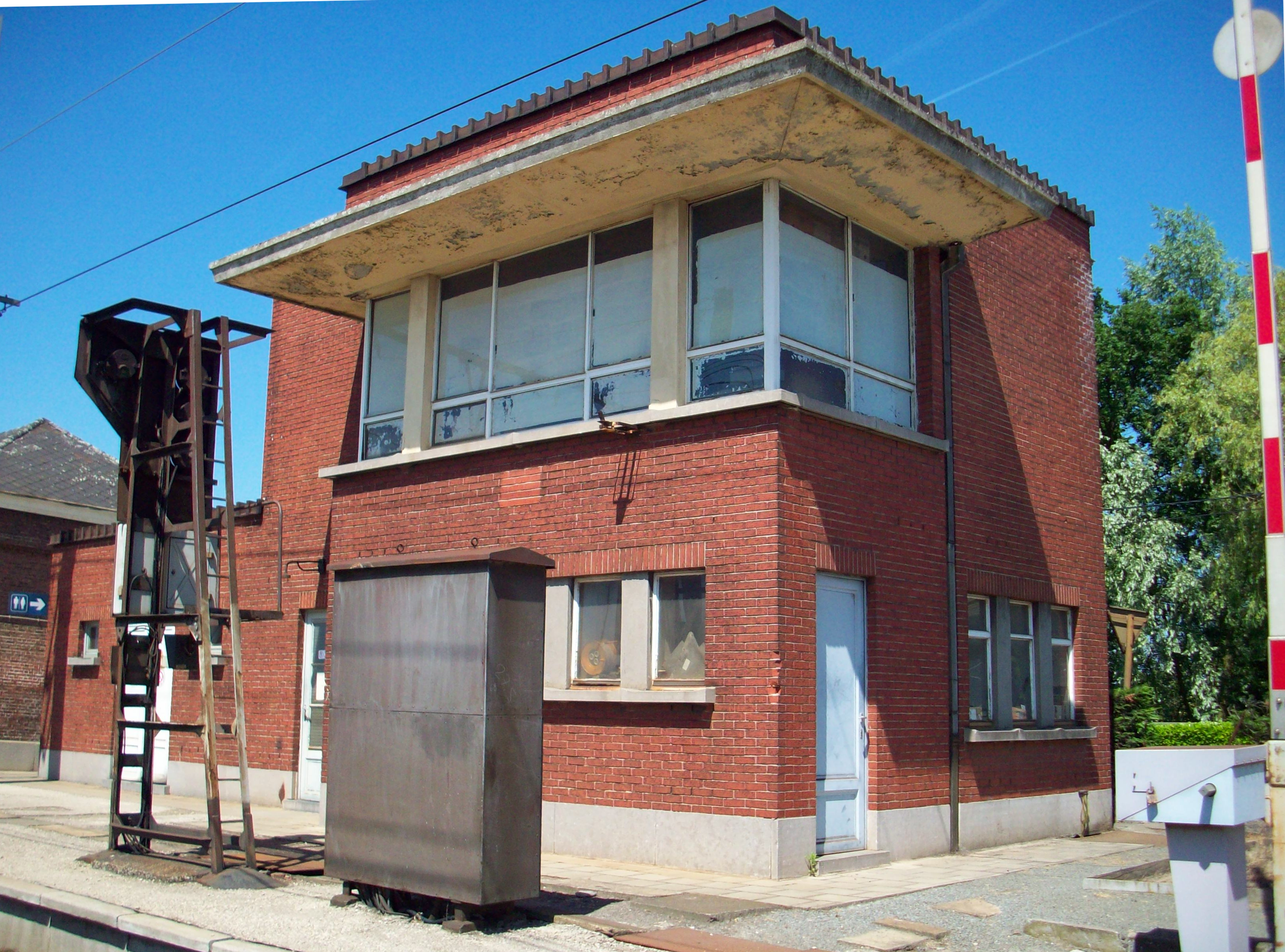
Het oude seinhuis (2009)
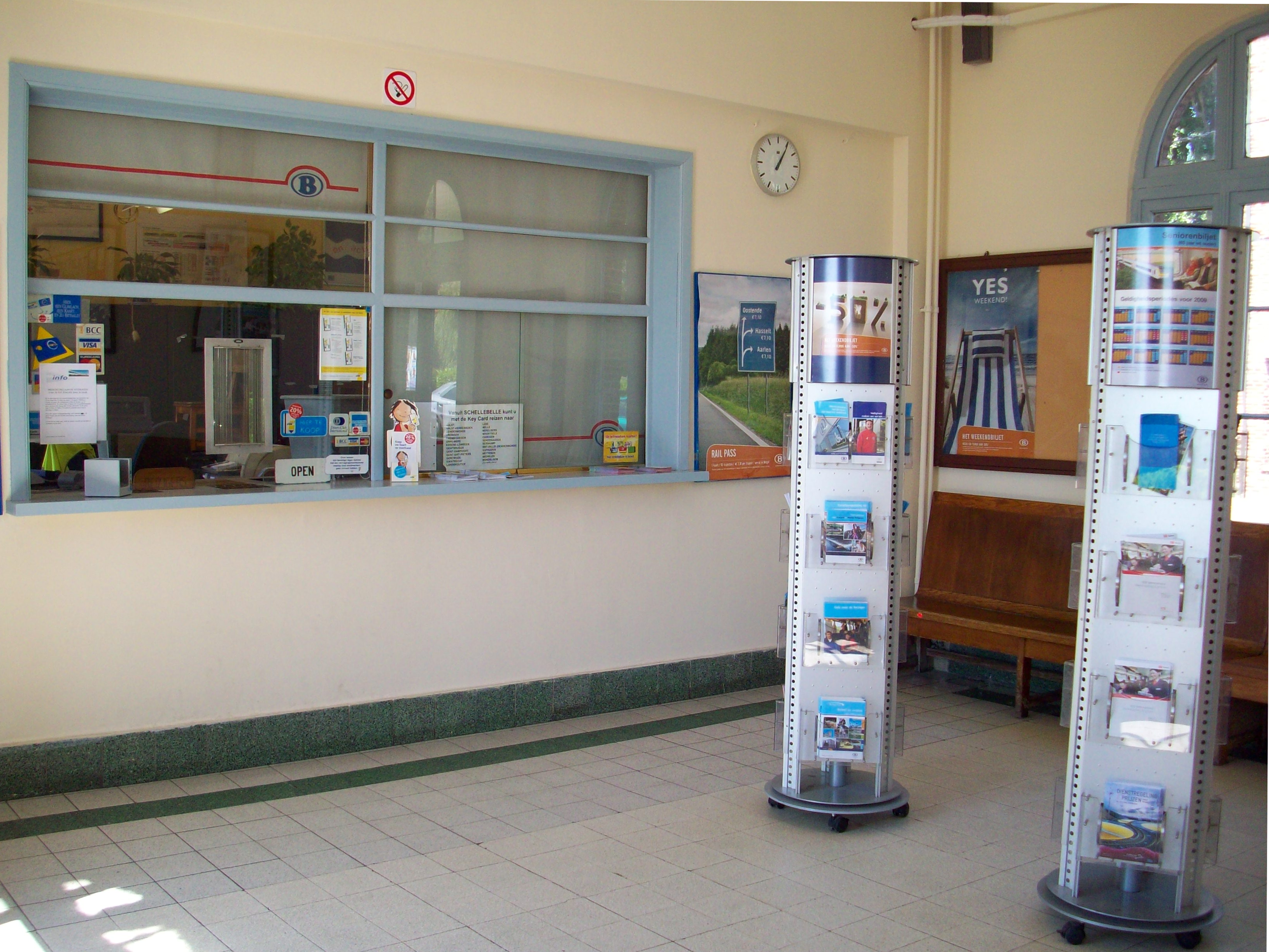
Het oude loket (2009)
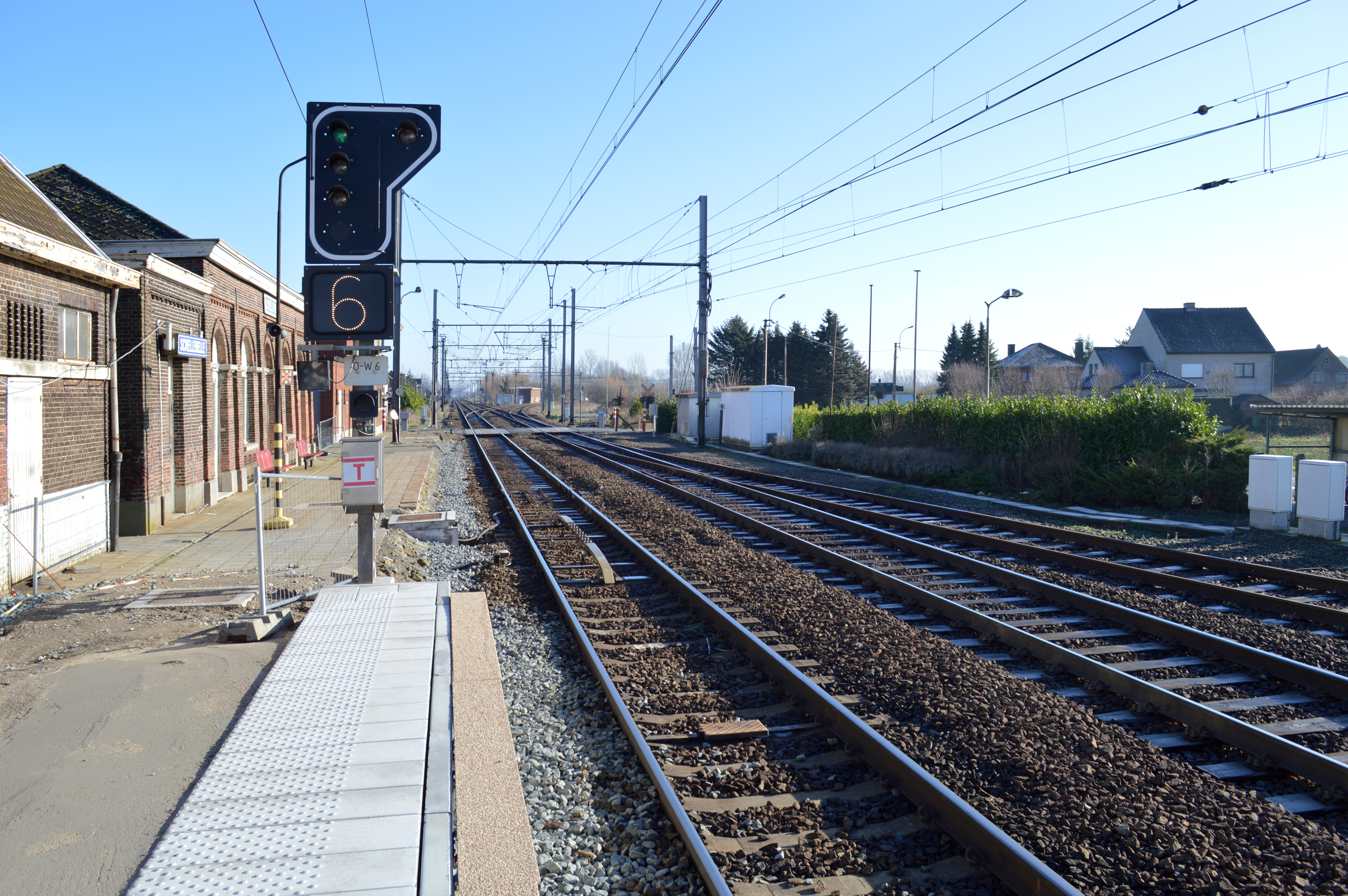
Zicht naar het oosten met het oude stationsgebouw (2015)
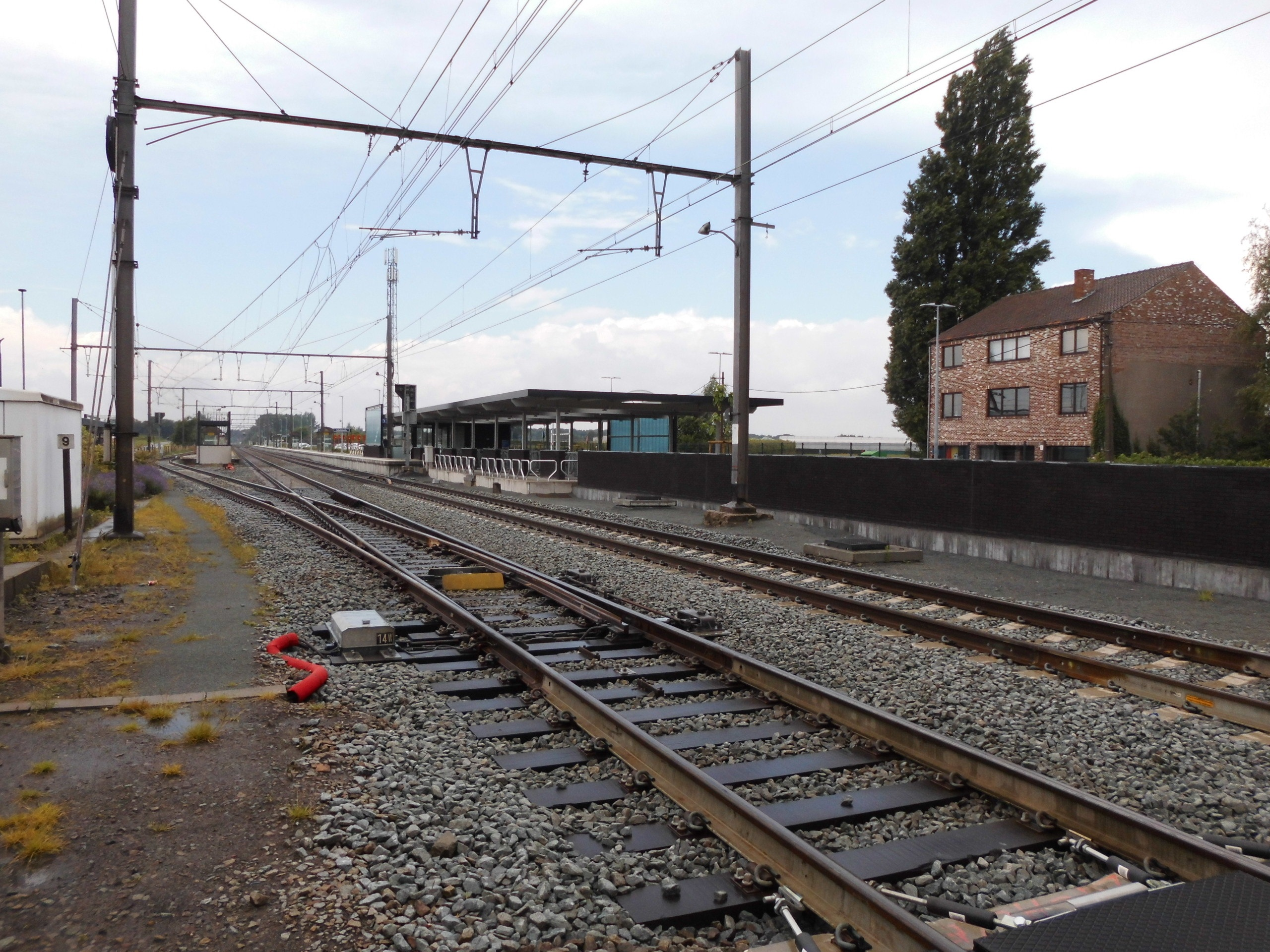
De vernieuwde stationsomgeving (2016)
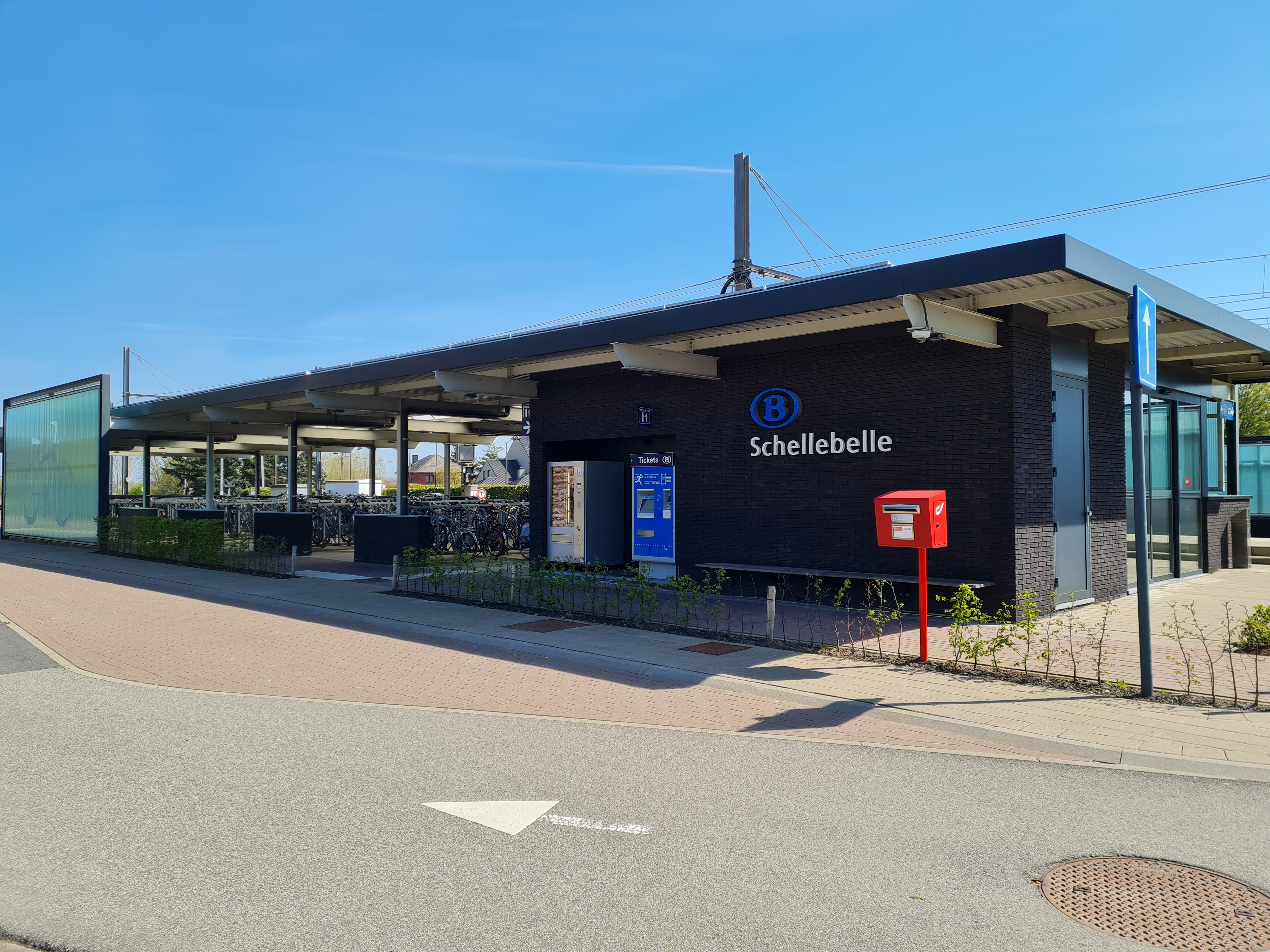
De nieuwe wachtruimte
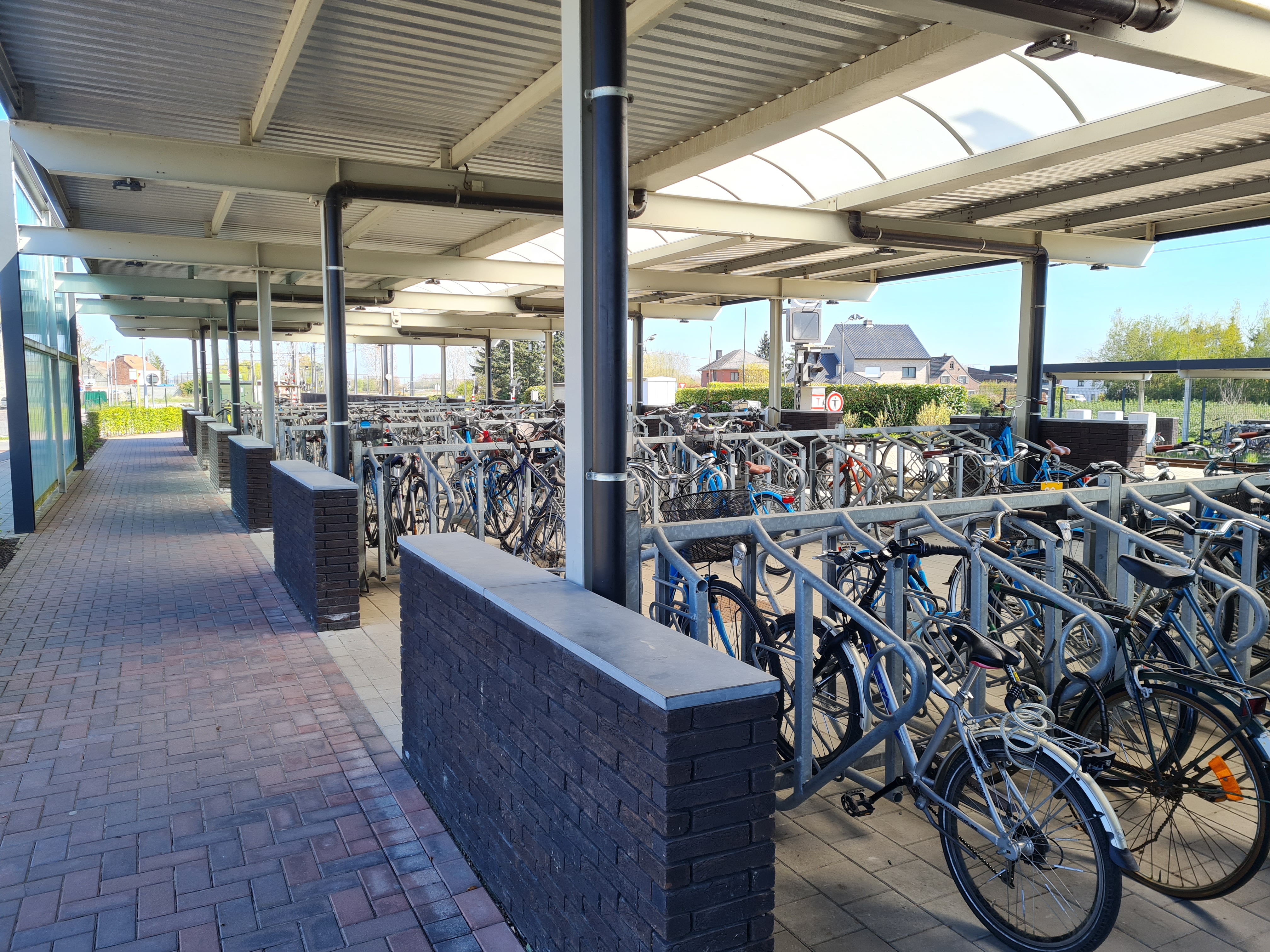
Fietsenstalling

0,0: Brussel-Noord ·
1,0: Koninklijk Station ·
2,4: Laken ·
3,2: Bockstael ·
4,1: Jette ·
7,6: Sint-Agatha-Berchem ·
8,9: Groot-Bijgaarden ·
11,0: Dilbeek ·
13,7: Sint-Martens-Bodegem ·
15,6: Ternat-Brusselsesteenweg ·
16,7: Ternat ·
20,3: Essene-Lombeek ·
21,9: Liedekerke ·
23,8: Denderleeuw ·
26,7: Erembodegem ·
29,7: Aalst ·
34,5: Lede ·
37,0: Serskamp ·
40,3: Schellebelle ·
43,1: Wetteren ·
46,9: Kwatrecht ·
49,5: Melle ·
52,6: Merelbeke ·
Ledeberg ·
55,6: Gent-Sint-Pieters
0,0: Schellebelle ·
2,8: Wichelen ·
5,8: Schoonaarde ·
9,7: Oudegem ·
12,5: Dendermonde ·
16,2: Baasrode-Zuid ·
18,2: Koude Haard ·
19,6: Buggenhout ·
21,6: Malderen ·
23,3: Molenheide ·
26,4: Londerzeel ·
28,2: Londerzeel-Oost ·
29,0: Ramsdonk ·
31,0: Kapelle-op-den-Bos ·
34,9: Heike ·
36,6: Hombeek ·
38,8: Brusselsesteenweg ·
39,6: Mechelen ·
42,6: Muizen ·
44,5: Hever ·
46,2: Biststraat ·
48,1: Boortmeerbeek ·
51,4: Haacht ·
52,5: Wespelaar-Heike ·
53,4: Wespelaar-Tildonk ·
55,8: Hambos ·
58,3: Wakkerzeelsesteenweg ·
59,4: Wijgmaal ·
64,1: Leuven